# Josef Herbrych
Josef Herbrych (* 20. dubna 1963 Třebíč) je český politik, v letech 2016 až 2020 zastupitel Kraje Vysočina, od roku 2002 zastupitel a v letech 2002 a 2014 starosta městyse Rokytnice nad Rokytnou, člen KDU-ČSL.

## Život
Vystudoval Střední školu stavební v Třebíči (maturoval v roce 1982).
Následně pracoval jako stavební dělník v podniku Pozemní stavby Třebíč (1985 až 1986) či jako vedoucí investiční výstavby JZD Rokytnice nad Rokytnou (1986 až 1991). V letech 1992 až 2007 pak soukromě podnikal v zednictví. K tomu byl v letech 1995 až 2002 zaměstnán jako referent Odboru výstavby Městského úřadu Třebíč.
Angažuje se rovněž jako člen Sboru dobrovolných hasičů Rokytnice nad Rokytnou, jednatel Sokola Rokytnice, člen správní rady obecně prospěšné společnosti Podhorácko či jako předseda Mikroregionu Podhůří Mařenky.
Josef Herbrych je ženatý a má tři děti.

## Politické působení
V komunálních volbách v roce 1998 neúspěšně kandidoval jako nestraník za KDU-ČSL do Zastupitelstva městyse Rokytnice nad Rokytnou. Zvolen byl až v komunálních volbách v roce 2002. Mandát zastupitele pak obhájil i v komunálních volbách v roce 2006 a v komunálních volbách v roce 2010. Navíc byl v listopadu 2002 zvolen starosta městyse Rokytnice nad Rokytnou (znovu zvolen v letech 2006 a 2010). Ve volbách v roce 2014 byl opět zvolen zastupitelem městyse, když vedl kandidátku KDU-ČSL. Ve funkci starosty jej však na začátku listopadu 2014 vystřídal Antonín Novák.
Do vyšší politiky se pokoušel vstoupit ve volbách do Senátu PČR v roce 2012, když kandidoval jako nestraník za KDU-ČSL v obvodu č. 53 - Třebíč. Se ziskem 14,72 % hlasů však skončil na čtvrtém místě a nepostoupil ani do druhého kola.
Ve volbách do Poslanecké sněmovny PČR v roce 2013 kandidoval v Kraji Vysočina jako lídr KDU-ČSL. V krajských volbách v roce 2016 byl zvolen za KDU-ČSL zastupitelem Kraje Vysočina. Ve volbách v roce 2020 mandát krajského zastupitele obhajoval, ale neuspěl (skončil jako první náhradník).